# Павлодар (городская администрация)
Городска́я администра́ция Павлода́р, или го́род Павлода́р (каз. Павлодар қалалық әкімдігі) — административно-территориальная единица Павлодарской области. Административный центр — город Павлодар.
Население — 336810 человек (2009; 317809 в 1999).

## История
По состоянию на 1989 год в состав Павлодарского городского совета входили Жана-Аульский сельский совет (сёла Павлодарское, Шаукен), Муялдинский сельский совет (село Муялды) и Черноярский сельский совет (село Новочерноярка). Позднее последний был передан в состав Павлодарского района, где сейчас существует как Черноярский сельский округ, а из состава района в администрацию был передан Кенжекольский сельский округ (сёла Байдала, Долгое, Кенжеколь) и Жетекшинский сельский округ (село Жетекши).
В 2004 году было упразднено село Шаукен Жанааульского сельского округа. В 2007 году в состав администрации была включена территория площадью 246,73 км² Павлодарского района и Аксуской городской администрации. В 2012 году Жанааульский сельский округ (село Павлодарское), а в 2013 году – Жетекшинский сельский округ (село Жетекши), позже и Ленинская посёлковая администрация были ликвидированы, а сёла и поселок перешли в прямое подчинение городу.

## Состав
В состав администрации входят город Павлодар, 1 сельский округ, 1 посёлок и 3 села:
- Павлодар (каз. Павлодар) — город, административный центр администрации.
- Жетекши (каз. Жетекші) — село.
- Атамекен (каз. Атамекен) — посёлок.
- Мойылды (каз. Мойылды) — село.
- Павлодарское (каз. Павлодарское) — село.
- Кенжекольский сельский округ[каз.] (каз. Кенжекөл ауылдық округі). Административный центр — село Кенжеколь (каз. Кенжекөл).